# JoJo
Joanna Noëlle Levesque, bolj znana pod svojim umetniškim imenom JoJo, ameriška pevka, tekstopiska, filmska, gledališka in televizijska igralka, * 20. december 1990, Brattleboro, Vermont, ZDA.
Po tekmovanju v televizijski oddaji America's Most Talented Kids jo je opazil producent raznih založb, Vincent Herbert in jo vprašal, če bi odšla na avdicijo za založbo Blackground Records.
V začetku svoje glasbene kariere je izdala glasbeni album, ki ga je naslovila kot JoJo, ki je na lestvici Billboard 200 dosegel četrto mesto z 95.000 prodanimi kopijami v prvem tednu prodajanja. Vsega skupaj je album prodal več kot 3 milijone izvodov. Prvi singl z albuma, »Leave (Get Out)«, je izšel v februarju 2004. Zasedel je dvanajsto mesto na lestvici Billboard Hot 100 in kasneje prejel zlato certifikacijo s strani organizacije RIAA. Singl se je pet tednov obdržal na vrhu Billboardove lestvice Top 40 Mainstream, s čimer si je Joanna Levesque prislužila naslov najmlajše samostojne izvajalke, ki je imela svoj singl na prvem mestu na tej lestvici v Združenih državah Amerike. Njen drugi glasbeni album, The High Road, je izšel 17. oktobra 2006 in dosegel tretje mesto na lestvici Billboard 200, saj je v prvem tednu od izida prodal že 108.000 kopij, do danes pa je prodal že več kot 2 milijona kopij po vsem svetu. Prvi singl z albuma, »Too Little Too Late«, je izšel že v avgustu tistega leta in dosegel tretje mesto na lestvici Billboard Hot 100. Singl je kasneje prejel platinasto certifikacijo s strani organizacije RIAA.
Pevkina prva zgoščenka z remixi, imenovana Can't Take That Away from Me, je izšla preko Rap-Upa ekskluzivno 7. septembra 2010. Zgoščenka z remixi je uvod v njen prihajajoči tretji glasbeni album, imenovan All I Want Is Everything, ki ga bosta založbi Blackground Records in Interscope Records po načrtih izdali zgodaj leta 2011.
JoJo ima tudi uspešno igralsko kariero. Prvič se je na malih televizijskih ekranih pojavila v televizijski oddaji The Bernie Mac Show. Leta 2006 je dobila vlogo v filmu Aquamarine, svojem prvem filmskem pojavu, in v filmu RV. Gostila je prireditev Ultimate Prom in se pojavila v filmu True Confessions of a Hollywood Starlet, ki ji je prislužil nominacijo za nagrado Poptastic Award.

## Zgodnje življenje
Joanna Noëlle Blagden Levesque se je rodila v Brattleboru, Vermont, Združene države Amerike očetu Joelu Levesqueju in mami Diani Blagden. Pri rojstvu so ji najprej nadeli samo mamin priimek, »Blagden«, kasneje pa so temu dodali še očetovega. Odraščala je v Keeneu, New Hampshire in Foxboroughu, Massachusetts. Ima angleške, irske, poljske, francoske, staroselske in škotske korenine. Odrasla je v enosobnem stanovanju v Foxboroughu, v družini, ki je imela zelo nizke dohodke. Njen oče za hobij poje, njena mama pa je bila članica katoliškega cerkvenega zbora in se usposabljala v glasbenem teatru. Njena starša sta se ločila, ko je imela tri leta. Njeno odersko ime izvira iz vzdevka, ki so ji ga nadeli kot otroku.
Med otroštvom je JoJo pogosto poslušala svojo mamo, kako vadi hvalnice za razne nastope, sama pa jo je začela posnemati, ko je bila stara dve leti in tri mesece. Pela je vse, od otroških rim do R&Bja, jazza in soula. Na A&E-jevi oddaji Child Stars III: Teen Rockers je njena mama trdila, da je imela JoJo kot otrok intiligenčni kvocient, ki je bil skoraj tako visok, kot intiligenčni kvocient mnogih genijev. Kot otrok je z veseljem obiskovala nativo-ameriške festivale in igrala v lokalnih in poklicnih gledališčih.
V starosti sedem let se je JoJo pojavila v oddaji Otroci ne lažejo z igralcem in komedijantom Billom Cosbyjem, kjer je pela pesem pevke Cher. Ko je odšla na avdicijo za televizijsko oddajo Destination Stardom, je pela uspešnici Arethe Franklin iz leta 1967, »Respect« in »Chain of Fools«. Kmalu za tem jo je Oprah Winfrey povabila v svojo oddajo, Oprah, kjer je spet nastopala s petjem. Potem se je pojavila v televizijski seriji Maury, natančneje v eni izmed epizod, kjer so nastopali otroci s talenti. Sama pravi, da »ko je prišlo do nastopa, se nikoli nisem bala ali občutila treme.«

## Glasbena kariera

### 2001–2005: Odkritje inJoJo
V starosti šest let je že dobila razne pogodbe, vendar je njena mama zavrnila vse, saj je menila, da je njena hčerka še premlada za ustvarjanje glasbene kariere. Ko se je pojavila v talk-showu, kjer je nastopala s pesmijo Whitney Houston, »I Believe In You and Me«, je tudi tekmovala v resničnostnem šovu America's Most Talented Kids, vendar na njem ni zmagala, saj jo je premagala Diana DeGarmo. Producent raznih glasbenih založb, Vincent Herbert, jo je prepričal v to, da je odšla na avdicijo za založbo Blackground Records. Med avdicijo z Barryjem Hankersonom, ji je slednji povedal, da jo je k njemu pripeljal duh njegove nečakinje, kasneje slavne pevke Aaliyah. Podpisala je pogodbo z založbo in začela snemati s slavnimi producenti, kot so The Underdogs in Soulshock & Karlin.
Njen demo posnetek, Joanna Levesque, je izšel leta 2001 skupaj z ostalimi R&B in soul pesmimi, vključno s singlom Wilsona Picketta iz leta 1966, »Mustang Sally«, singlom Ette Jamesa iz leta 1989, »It Ain't Always What You Do (It's Who You Let See You Do It)«, singloma Arethe Franklin iz leta 1968, »Chain of Fools« in iz leta 1969, »The House That Jack Built«, singlom glasbene skupine The Moonglows iz leta 1956, »See Saw«, singlom Stevie Wonder iz leta 1972, »Superstition« ter singlom glasbene skupine The Temptations iz leta 1975, »Shakey Ground«.
Leta 2003 je JoJo v starosti dvanajst let podpisala pogodbo z založbo Blackground Records in založbo Da Family in skupaj s producenti začela delati na svojem prvem glasbenem albumu. Njen prvi singl, nagrajen s platinastim certifikatom, »Leave (Get Out)«, je izšel leta 2004. Pred izidom albuma se je JoJo lotila svoje prve turneje, imenovane Cingular Buddy Bash, kjer je nastopala skupaj z Fefe Dobson, Young Gunzom in Zebraheadom. S turnejo je obiskala devet nakupovalnih centrov, začela je z Northlake Mallom v Atlanti in končala s centrom South Shore Plaza. Ko je njen singl dosegel prvo mesto na lestvici Top 40 Mainstream, je v starosti trinajst let postala najmlajša izvajalka v Združenih državah Amerike, kar jih je kdaj doseglo to mesto. Njen prvi singl je bil leta 2004 nominiran za nagrado MTV Video Music Award v kategoriji za »najboljšega novega izvajalca«, s čimer je postala najmlajša oseba, nominirana za nagrado MTV Video Music Award. Njen prvi glasbeni album, ki je kasneje prejel platinasto certifikacijo zaradi uspešne prodaje, imenovan JoJo, je dosegel četrto mesto na lestvici Billboard 200 in deseto mesto na lestvici najboljših R&B/Hip-Hop albumov, s pribljižno 107.000 prodanimi kopijami. JoJo je soavtorica dveh pesmi v albumu in soproducentka enega singla na njem. V decembru 2004 je bila na podelitvi nagrad Billboard Music Awards nominirana za »novo žensko ustvarjalko leta« in »singl leta, ki je pristal na lestvici Mainstream Top 40«. Je tudi najmlajša ustvarjalka, kar jih je bilo kdaj nominiranih za nagrado Billboard Music Awards.
Njen drugi singl, »Baby It's You« - v katerem je pela skupaj z raperjem Bow Wowom — je dosegel dvaindvajseto mesto v ZDA in osmo mesto v Združenem kraljestvu. Zadnji singl iz albuma JoJo, »Not That Kinda Girl«, je izšel v letu 2005 in v Nemčiji dosegel največ petinosemdeseto mesto. V sredini leta 2005 jo je, skupaj z drugimi popularnimi najstniki v tistem času, raper Eminem omenil v eni izmed svojih pesmi, »Ass Like That«.
Leta 2004 je JoJo sodelovala pri singlu »Come Together Now«, dobrodelnem singlu, ki je bil namenjen žrtvam indijskega tsunamija tistega leta in orkana Katrine. Tistega leta jo je prva dama Laura Bush prosila, da bi za božič 2004 nastopala v Washingtonovi posebni izdaji skupaj z Dr. Philom in njegovo ženo Robin McGraw. Kljub temu, da takrat ni nastopala nikjer drugje, je povabilo zavrnila in dejala, da »se ne strinjam s stvarmi, ki jih je predsednik George W. Bush naredil pisarni. Ostala bom pri tem.« JoJo je gostila in nastopala na koncertu Hope Rocks leta 2005 in sogostila podeitev Grammy nagrad leta 2006.

### 2006–2007:The High Road
Njen drugi glasbeni album, naslovljen kot The High Road, je izšel 17. oktobra 2006. Dosegel je tretje mesto na lestvici Billboard 200. Album so producirali Scott Storch, Swizz Beatz, J. R. Rotem, Corey Williams, Soulshock & Karlin in Ryan Leslie. Dobil je veliko pohval, JoJo pa je dejala, da njen album zares pokaže, da je odrasla v svoji glasbi in da se zaradi tega počuti veliko bolj samozavestno v svojem petju in stvareh, ki jih poje.
V poletju leta 2006 je na radio postajah izšel glavni singl njenega drugega albuma, imenovan »Too Little Too Late«. »Too Little Too Late« je podrl rekord za najvišji skok med najboljše uvrščene tri pesmi na lestvici Billboard Hot 100, saj se je samo v enem tednu iz šestinšestdesetega mesta uvrstil na tretje mesto; rekord si je prej lastila Mariah Carey s svojo uspešnico »Loverboy« iz leta 2001, ki se je iz šestdesetega mesta uvrstila na drugo. Drugi uradni singl albuma, »How to Touch a Girl«, je dosegel najmanjši uspeh, samo sedeminšestdeseto mesto na lestvici Billboard Pop 100. Ta singl je eden izmed njenih najljubših iz albuma The High Road in napisala ga je sama. 16. marca 2007 se je na The Second JammX Kids All Star Dance Special prvič predvajal njen singl »Anything«, ki je bil vzorec pesmi glasbene skupine Toto iz leta 1982, naslovljene kot »Africa«, vendar zanj JoJo ni izdala videospota. Album je, odkar je bil prodan v 550.000 izvodih, nagrajen z zlatim certifikatom RIAA.
20. julija 2007 je JoJo odgovorila »Beautiful Girls«, pesmi Seana Kingstona preko interneta s pesmijo, imenovano »Beautiful Girls Reply«. Mesec pozneje je pesem dosegla devetintrideseto mesto na lestvici Billboard Rhythmic Top 40 chart. JoJo je pustila sporočilo, v katerem je napisala, da želi, da ji pri odločanju med naslovi za njen naslednji singl (v mislih je imela naslove »Coming for You« in »Let It Rain«) pomagajo njeni oboževalci, vendar je čez nekaj časa prošnjo preklicala. Kasneje je povedala, da se pripravlja na turnejo, ki bo potekala v poletju 2007 turnejo v Evropi in Združenih državah Amerike za promocijo albuma The High Road.
Ker turneje na koncu ni bilo, je kot del nočnega koncerta Six Flags Starburst Thursday v poletju 2007 nastopala z bandom. Med nekatere izmed teh nastopov je vključila tudi pesmi ustvarjalcev, kot so Beyoncé (»Déjà Vu«), Kelly Clarkson (»Since U Been Gone«), SWV, Gnarls Barkley, Jackson 5, Justin Timberlake (»My Love«), Maroon 5, Usher, Carlos Santana, Jill Scott, Michael Jackson, George Benson, Musiq Soulchild in Amy Winehouse (»Rehab«, ki jo je kasneje nadomestil naslov »Boston«). V novembru 2007 je bila del turneje Live Pop Rock Brasil v Braziliji.
1. decembra 2007 je JoJo dobila nagrado Boston Music Award za »mednarodno žensko pevko leta«, za kar je bila v glavnem zaslužena njena pesem »Too Little Too Late«, ki jo je na podelitvi kasneje tudi zapela.
Pozno leta 2007 je JoJo povedala, da je za svoj tretji album sama napisala nekaj pesmi ter da bo album sam izšel, ko bo dopolnila osemnajst let. Želela je, da njeni oboževalci vidijo njeno duhovno rast v glasbi. Iskala je založbo, ki bi ji omogočala petje lastnih pesmi.

### 2008–danes: Konflikti z založbo inCan't Take That Away from Me
V intervjuju 8. aprila 2008 v Hearst Towerju na prireditvi »Ultimate Prom« je JoJo povedala, da trenutno piše in producira album v Atlanti in Bostonu. Soproducenti albuma naj bi bili tudi Tank, DJ Toomp, J. Moss, Toby Gad, The Underdogs, Danja, J.R. Rotem,  Billy Steinberg, Bryan-Michael Cox, Marsha Ambrosius, Madd Scientist, Tony Dixon, Eric Dawkins in J. Gatsby. Od treh četrtin že dokončanega gradiva za album je sama napisala samo eno pesem. Dejala je, da bo to njen »najbolj osebni album«, saj ga je navdihnil njen romantični razhod in iskanje nove ljubezni ter občutek samozavesti in privlačnosti v njenem razvoju od dekleta do ženske. Pesem, ki jo je napisala sama, je opisana kot motivacijski singl. 30. avgusta 2008 je JoJo zapela svojo verzijo pesmi »Can't Believe It«, ki jo v originalu poje T-Pain. 1. septembra tistega leta je povedala tudi, da bo album izšel zgodaj leta 2009. Leta 2008 je R&B pevec Ne-Yo zapel verzijo njenega drugega singla, »Baby It's You«.
14. oktobra 2008 je pred četrto igro na ALCS-ju zapela državno himno v Fenway Parku v Bostonu, Massachusetts. 9. decembra 2008 je bila še enkrat nominirana za nagrado Boston Music Awards, tokrat v kategoriji za »izstopajočo Pop/R&B izvajalko leta«, vendar je to nagrado na koncu dobila glasbena skupina Jada.
V januarju 2009 je JoJo na MySpaceu povedala, da sodeluje s producenti Chad Hugo, Jim Beanz & Kenna in da trenutno zavzeto delajo na njenem tretjem, novem albumu. Dejala je, da so imeli veliko težav z založbo, ki jo je iz Blackgrounda na koncu zamenjala v Interscope Records.
V aprilu 2009 je na MySpaceu povedala, da njena pogodba z založbo Blackground še vedno velja. Pevec in tekstopisec Jovan Dais je v nekem intervjuju povedal, da bo skupaj z DJ Toompom sodeloval pri prihodnjem albumu, ki ga bo JoJo izdala. Povedal je: »Sem zelo selektiven pri tem, s kom bom delal, saj me ne zanima delo z ogromno različnimi ljudmi. Ampak JoJo mi je zares všeč. Rad imam njeno glasbo, rad imam njen glas in verjamem, da je resnično talentirana. Dobili bomo enkraten rezultat.« Na MySpaceu je v istem mesecu potrdila tudi, da se bo šolala na univerzi Northeastern University in kasneje nadaljevala s svojo glasbeno kariero. Trenutno čaka, da bo z založbo Blackground Records sklenila novo pogodbo in za tem izdala svoj novi album.
Njena pesem »Note to God« iz drugega albuma, The High Road, je sicer verzija pesmi filipinske pevke Charice.
3. junija 2009 je JoJo na YouTubeu potrdila, da bo z založbo Blackground Records sklenila novo pogodbo in za tem izdala svoj novi album, ki ga je sicer že dokončala. 10. junija tistega leta je vzorec njenih pesmi »Fearless«, »Touch Down« in »Underneath«, ki jih je napisal Toby Gad, objavila tudi na internetu. Na MySpaceu je napisala: »Te pesmi niso del mojega tretjega albuma niti ne predstavljajo smeri slednjega.« V sredini julija tistega leta je na MySpaceu napisala, da piše pesmi tako zase kot za druge izvajalce in da trenutno sodeluje z nekaj nadarjenimi producenti v Los Angelesu.
V oktobru 2009 je založba Blackground Records izdala pogodbo, po kateri je JoJo izdala svoj tretji album v sodelovanju z založbo Interscope Records. To je potrdila tudi na Twitterju. Po šestih letih sodelovanja je založbo Da Family Entertainment zapustila in se priključila k založbi Interscope. Njena nova založba trenutno ureja nekaj pravnih stvari in njen tretji album bo izšel v letu 2010.
Pozno leta 2009 se je JoJo pojavila v Timbalandovem albumu Shock Value II v pesmi »Lose Control«, kar je njena prva pesem na albumu po dveh letih. V intervjuju novembra tistega leta je dejala, da je zelo vznemerjena, ker sodeluje z njim. Pojavila se je še v pesmi »Timothy Where You Been«, ki jo je izvajala avstralska glasbena skupina imenovana Jet in sicer kot spremljevalna pevka. V intervjuju z Rap-Upom je JoJo o svojem novem albumu povedala: »Želim si, da bi bilo to nekaj takšnega, kar bi bilo ljudem všeč, da bi rekli: 'Uau, to dekle pa je res prehodilo dolgo pot in zdaj je prevzelo vajeti!' Želim si, da bi ljudje dobili občutek, kdo sem.« Povedala je še, da so pri albumu med drugim sodelovali tudi Timbaland, Jim Beanz, The Messengers, Kenna, Chad Hugo in Pharell Williams ter da je januarja 2010 album še nekoliko izboljšala.
Ob koncu leta 2009 je JoJo potrdila, da sodeluje tudi z Clintonom Sparksom in Chesterjem Frenchom na svoji prvi zgoščenki z remixi, ki bo izšla leta 2010. Julija leta 2010 je v intervjuju s Samom E. Goldbergom potrdila, da bo zgoščenko z remixi izdala že naslednji mesec, pred izidom albuma. Preko Twitterja je potrdila, da bo zgoščenka z remixi nosila naslov Can't Take That Away from Me in da bo prvi singl, imenovan »In the Dark«, produciral Jordan Gatsby. Avgusta tistega leta je v intervjuju z Rap-Upom podala še več informacij v zvezi z zgoščenko z remixi, ki je izšla 7. septembra 2010. Pevka je o zgoščenki z remixi povedala: »Ta zgoščenka z remixi je poskusna, imela sem možnost s polno paro raziskovati stvari, ki me zanimajo in navdihujejo glasbeno. Ob albumu sem si želela posneti tudi nekaj pop projektov in radijskih uspešnic in stvari, ki me zadovoljujejo, vendar je večinoma za album All I Want Is Everything, ki je bolj neprekinjeno delo teles.« Dodala je, da je zgoščenka z remixi drugačna od njenega prihajajočega albuma, All I Want Is Everything. Prvi singl, »In the Dark«, je drugačen od vsega, kar so slišali od nje. O pesmi »In The Dark« je JoJo povedala: »Je zelo čutna pesem in tudi pod podtonom žalosti je nekaj.«

## Igralska kariera
JoJo se z igranjem ukvarja od četrtega leta dalje, ko je začela z igranjem v teatru, na radiu in v reklamah. V televizijskih oddajah nastopa že od sedmega leta dalje. Njen prvi profesionalni nastop je bil v gledališki igri Shakespeareove drame Sen kresne noči, ki so ga izvajali v teatru Huntington Theater, ko je imela osem let. Pri desetih letih je prejela prvo uradno karto organizacije American Federation of Television & Radio Artists (AFTRA).
Leta 2005 so ji ponudili vlogo Zoe Stewart v Disneyjevi televizijski seriji Hannah Montana, vendar je ni sprejela, saj je delo v televizijski seriji ni zares zanimalo. Bila je bolj osredotočena na svojo glasbeno kariero in ni se videla v filmski industriji. Kasneje so lik »Zoe Stewart« spremenili v »Miley Stewart« in vlogo dodelili igralki Miley Cyrus.
Po nastopih v televizijski oddaji The Bernie Mac Show in televizijski seriji Ameriški sen je JoJo dobila vlogo v filmu Aquamarine poleg Sare Paxton in Emme Roberts, kjer je igrala Hailey. Film je premiero doživel 3. marca 2006 in zaslužil 7,5 milijonov ameriških dolarjev.
Njen drugi pomembnejši film, RV, komedija, v kateri je med drugim igral tudi Robin Williams, je izšel 28. aprila 2006. Zaslužil je 69,7 milijonov dolarjev. Na avdicijo je morala JoJo oditi petkrat, nazadnje pa je nadomestila igralko, ki je bila prvotno izbrana za to vlogo, vendar je ni sprejela.
JoJo je povedala, da »nihče ni najel učitelja igranja zame, ko sem igrala v filmu Aquamarine.« Potrdila je, da jo bodo v filmih navajali kot »Joanno 'JoJo' Levesque«, vendar da bo v svoji glasbeni karieri še naprej uporabljala preprosti vzdevek »JoJo«.
28. avgusta 2007 je v intervjuju za BOP and Tiger Beat online povedala, da dela na svojem novem filmu. 10. septmebra je povedala, da bo potovala v Toronto, Kanada, kjer bo posnela manjši prizor iz filmske upodobitve televizijske serije Lole Douglas, True Confessions of a Hollywood Starlet, kjer igra Morgan Carter. Njena sodelavca sta med drugim tudi z zlatim globusom nagrajena Valerie Bertinelli in zvezdnik televizijske serije 90210, Shenae Grimes. Film je izšel 9. avgusta 2008 na programu Lifetime Television, na DVD izdaji pa 3. marca 2009.
Po govoricah naj bi JoJo dobila ponudbo za vlogo Jeanette Miller v filmu Alvin in veverički poleg Drew Barrymore in Miley Cyrus, vendar so bile te govorice v letu 2009 zanikane. Vlogo je dobila igralka Christina Applegate.

## Zasebno življenje
JoJo skupaj s svojo mamo prebiva v New Jerseyju, njen snemalni studio pa stoji v Manhattanu, New York. Tri leta se je šolala doma, sama pa pravi, da je »bila šola zagotovo velik del mojega življenja«. V šoli je bila vedno uspešna in večinoma dobivala samo najvišje ocene.
JoJo je nekaj časa hodila z ameriških igralcem nogometa, Freddyjem Adujem od maja 2005 do septembra 2006. Par se je spoznal na MTV-jevi seriji Fake ID Club, medtem, ko jo je ona gostila. Njun razhod je prva objavila revija Washington Post, ki je napisala, da se je par po več kot letu dni prijateljevanja razšel. V intervjuju za revijo American Top 40 z Ryanom Seacrestom je JoJo omenila, da sta z Adujem še vedno dobra prijatelja.
18. oktobra 2006 je JoJo v televizijski seriji Live with Regis and Kelly povedala, da je trenutno samska. V oktobru tistega leta je za revijo Teen People tudi potrdila, da sta se s Freddyjem Adujem razšla. Dejala je: »Trenutno sem samska in to je dobro. Sem še zelo mlada. V decembru bom dopolnila šestnajst let in trenutno sem zelo zaposlena. Težko je, če želim tudi sama hoditi z nekom, ki ima toliko dela, kot jaz; oba, jaz in Freddy, sva bila prezaposlena s svojim delom ...«
Od leta 2006 je JoJo zelo dobra prijateljica s soigralkama iz filma Aquamarine, Emmo Roberts in Saro Paxton ter s hčerko Robina Williamsa soigralca iz filma RV, Zeldo Williams. Skupaj s svojim očetom se je pojavila »za sceno« na snemanju videospota za svojo pesem, »Too Little Too Late«.
28. februarja 2007 je bila uvrščena na deseto mesto lestvice Forbes, na katero so uvrščene osebe pod petindvajsetim letom z najvišjim zaslužkom. Sama je imela tistega leta najvišji zaslužek 1 milijon dolarjev.
Preko MySpacea je JoJo potrdila, da se bo šolala na univerzi Northeastern University, vendar njena kariera zaradi tega ne bo v zastoju in bo nadaljevala z glasbo. Avgusta 2009 je potrdila, da je končala srednjo šolo in da se bo sedaj osredotočila na prihajajoče projekte.
V juliju 2009 je bila uvrščena na peto mesto Complex.com-ove lestvice »Barely Legal: 10 najprivlačnejših deklet, rojenih v devetdesetih«, takoj za Emmo Roberts in Willo Holland.

## Tožba
V avgustu 2009 je bilo potrjeno, da je JoJo v New Yorku vložila tožbo proti založbi Da Family Entertainment, ker jo je slednja postavila v negotovost. Založba ji namreč ni pustila ne prekiniti pogodbe z njimi, ne izdati svojega novega glasbenega albuma. Zahtevala je 500.000 $ zaradi težav in preklic pogodbe. Pogodbo so preklicali v oktobru 2009 in JoJo je podpisala novo pogodbo z založbo Interscope Records, svojo distribucijsko založbo.

## Diskografija

### Albumi

#### Studijski albumi
| Leto | Detajli albuma | Dosežki                 | Dosežki                     | Dosežki          | Dosežki | Dosežki        | Dosežki    | Dosežki | Dosežki | Dosežki  | Certifikacije                                                                        |                                      |
| Leto | Detajli albuma | Združene države Amerike | Združene države Amerike R&B | Velika Britanija | Kanada  | Nova Zelandija | Avstralija | Nemčija | Švica   | Japonska | Certifikacije                                                                        |                                      |
| ---- | --- | ----------------------- | --------------------------- | ---------------- | ------- | -------------- | ---------- | ------- | ------- | -------- | ------------------------------------------------------------------------------------ | ------------------------------------ |
| 2004 | JoJo - Izid: 22. junij 2004 - Založba: Blackground, Universal - Formati: CD, gramofonska plošča, digitalno                         | 4                       | 10                          | 22               | 23      | 36             | 86         | 54      | 30      | 30       | - Združene države Amerike: Platinasta - Velika Britanija: Zlata - Kanada: Platinasta | - Združene države Amerike: 1.300.000 |
| 2006 | The High Road - Izid: 17. oktober 2006 - Založba: Blackground, Universal - Formati: CD, gramofonska plošča, digitalno              | 3                       | 3                           | 24               | 12      | —              | —          | —       | 96      | 45       | - Združene države Amerike: Zlata - Velika Britanija: Zlata - Kanada: Zlata           | - Združene države Amerike: 538.000   |
| 2011 | All I Want Is Everything - Izid: Zgodnje leto 2011 - Založba: Blackground, Interscope - Formati: CD, gramofonska plošča, digitalno | —                       | —                           | —                | —       | —              | —          | —       | —       | —        |                                                                                      |                                      |

#### Zgoščenke z remixi
| Leto | Album details |
| ---- | --- |
| 2010 | Can't Take That Away from Me (Gostila Clinton Sparks in Chester French) - Izid: 7. september 2010 - Založba: Blackground, Interscope - Formati: Digitalno |

### Singli
| Leto | Pesem                                | Dosežki                 | Dosežki          | Dosežki    | Dosežki | Dosežki  | Dosežki | Dosežki | Dosežki    | Dosežki | Dosežki | Dosežki | Dosežki    | Certifikacije                                             | Prodaja   | Album         |
| Leto | Pesem                                | Združene države Amerike | Velika Britanija | Avstralija | Nemčija | Francija | Belgija | Italija | Nizozemska | Švica   | Švedska | Irska   | Nizozemska | Certifikacije                                             | Prodaja   | Album         |
| ---- | ------------------------------------ | ----------------------- | ---------------- | ---------- | ------- | -------- | ------- | ------- | ---------- | ------- | ------- | ------- | ---------- | --------------------------------------------------------- | --------- | ------------- |
| 2004 | »Leave (Get Out)«                    | 12                      | 2                | 2          | 9       | 12       | 18      | 9       | 4          | 5       | 30      | 3       | 2          | - Združene države Amerike: Zlata                          | 3.700.000 | JoJo          |
| 2004 | »Baby It's You« (skupaj z Bow Wowom) | 22                      | 8                | 16         | 15      | —        | —       | —       | 34         | 14      | 50      | 13      | 3          | - Združene države Amerike: Zlata - Avstralija: Zlata      | 1.500.000 | JoJo          |
| 2005 | »Not That Kinda Girl«                | —                       | —                | 52         | 85      | —        | —       | —       | —          | —       | —       | —       | —          |                                                           | 200.000   | JoJo          |
| 2006 | »Too Little Too Late«                | 3                       | 4                | 10         | 30      | —        | —       | 11      | 7          | 53      | 18      | 2       | 5          | - Združene države Amerike: Platinasta - Avstralija: Zlata | 4.200.000 | The High Road |
| 2006 | »How to Touch a Girl«                | 104                     | —                | —          | —       | —        | —       | —       | —          | —       | —       | —       | —          |                                                           | 150.000   | The High Road |
| 2007 | »Anything«                           | —                       | 21               | —          | —       | —        | —       | —       | —          | —       | —       | 18      | —          |                                                           | 278.000   | The High Road |

#### V duetu
| Leto | Pesem                                                                      | Dosežki                 | Dosežki          | Dosežki    | Dosežki | Dosežki  | Dosežki | Dosežki | Dosežki    | Dosežki | Dosežki | Dosežki | Dosežki        | Certifikacija | Album                             |
| Leto | Pesem                                                                      | Združene države Amerike | Velika Britanija | Avstralija | Nemčija | Francija | Belgija | Italija | Nizozemska | Švica   | Švedska | Irska   | Nova Zelandija | Certifikacija | Album                             |
| ---- | -------------------------------------------------------------------------- | ----------------------- | ---------------- | ---------- | ------- | -------- | ------- | ------- | ---------- | ------- | ------- | ------- | -------------- | ------------- | --------------------------------- |
| 2010 | »Lose Control« (Timbaland skupaj z JoJo)                                   | —                       | —                | —          | —       | —        | —       | —       | —          | —       | —       | —       | —              |               | Timbaland Presents Shock Value II |
| 2010 | »Timothy Where You Been« (Timbaland skupaj z glasbeno skupino Jet in JoJo) | —                       | —                | —          | —       | —        | —       | —       | —          | —       | —       | —       | —              |               | Timbaland Presents Shock Value II |
| 2010 | "Sux2BU" (Clinton Sparks skupaj z LMFAO in JoJo)                           | —                       | —                | —          | —       | —        | —       | —       | —          | —       | —       | —       | —              |               | TBA                               |

#### Ostali singli
- 2005: »Come Together Now«
- 2010: »(I Only Know Him) In The Dark«

### Soundtracki
| Leto | Pesem | Film                    |
| ---- | --- | ----------------------- |
| 2004 | »Secret Love« | Kraljestvo morskega psa |
| 2009 | »If You Dream« (skupaj z Tankom, Tonijem Braxtonom, Faith Evans, Jordin Sparks, Charliejem Wilsonom, Tyresejem in Omarionom) | More Than a Game        |

### Krajše pesmi
| Leto | Pesem                                      | Dolžina |
| ---- | ------------------------------------------ | ------- |
| 2009 | »Forever in My Life«                       | 3:26    |
| 2009 | »Wrong Man for the Job«                    | 3:21    |
| 2009 | »25 to Life«                               | 3:50    |
| 2009 | »All Around the World«                     | 3:48    |
| 2009 | »Keep On Forgetting (To Forget About You)« | 4:04    |
| 2009 | »Doorway To My Dreams (Fly Away)«          | 3:35    |
| 2009 | »I Hate Love«                              | 4:03    |
| 2009 | »Impossible to Love«                       | 4:04    |
| 2009 | »How You Did It«                           | 3:57    |
| 2009 | »Something in the Water«                   | 3:45    |
| 2009 | »Back Words«                               | 3:27    |
| 2009 | »Safe with Me«                             | 3:28    |
| 2009 | »Hooked On You«                            | 3:48    |
| 2010 | »Can't Take That Away from Me«             | 3:02    |
| 2010 | »Don't Call Here No More«                  | 3:45    |
| 2010 | »No More Tears«                            | 4:12    |
| 2010 | »Take It Back«                             | 3:54    |
| 2010 | "Underneath"                               | 4:58    |
| 2010 | »Uncharted« (skupaj z Ray J-jem)           | 3:35    |
| 2010 | »Sweat«                                    | 2:04    |
| 2010 | »Numbers«                                  | 3:16    |
| 2010 | »Fearless«                                 | 4:00    |
| 2010 | »Riot«                                     | 2:30    |
| 2010 | »Before We Take It There«                  | 3:49    |
| 2010 | »Kinda Shy«                                | 3:54    |
| 2010 | »What You Do«                              | 3:24    |
| 2010 | »Beautiful Distraction«                    | 3:24    |

### Strani B
| Leto | Pesem                 | Stran A    |
| ---- | --------------------- | ---------- |
| 2007 | »Do Whatcha Gotta Do« | »Anything« |
| 2007 | »Get It Poppin'«      | »Anything« |

### Druge verzije
| Leto | Pesem                   | Originalni izvajalec       |
| ---- | ----------------------- | -------------------------- |
| 2004 | »Weak«                  | SWV                        |
| 2007 | »Beautiful Girls Reply« | Sean Kingston              |
| 2008 | »Can't Believe It«      | T-Pain featuring Lil Wayne |
| 2009 | »Houstatlantavegas«     | Drake                      |

### Videospoti
| Leto | Naslov                               | Režiser                           |
| ---- | ------------------------------------ | --------------------------------- |
| 2004 | »Leave (Get Out)«                    | Erik White                        |
| 2004 | »Baby It's You« (skupaj z Bow Wowom) | Erik White                        |
| 2005 | »Not That Kinda Girl«                | Fat Cats                          |
| 2006 | »Too Little Too Late«                | Chris Robinson                    |
| 2006 | »How to Touch a Girl«                | Syndrome                          |
| 2010 | »(I Only Know Him) In The Dark«      | Nicole Ehrlich in Clarence Fuller |

### Turneje
- 2004: Stranski glasbeni akt na Usherjevi turneji Truth Tour
- 2007 – 2008: The High Road Tour
- 2010: Shock Value II Tour
- 2010: Prihajajoča svetovna turneja

## Filmografija
| Filmi                      | Filmi                                   | Filmi                          | Filmi                                                 |
| Leto                       | Naslov                                  | Vloga                          | Opombe                                                |
| -------------------------- | --------------------------------------- | ------------------------------ | ----------------------------------------------------- |
| 2002                       | Developing Sheldon                      | Mlada Elizabeth                | Kot Joanna Levesque                                   |
| 2004                       | Kraljestvo morskega psa                 | Ona                            | Kot Joanna »JoJo« Levesque                            |
| 2006                       | Aquamarine                              | Hailey Rogers                  | Glavna vloga                                          |
| 2006                       | RV                                      | Cassie Munroe                  | Glavna vloga                                          |
| 2011                       | W.I.T.C.H.: The Movie                   | Irma                           | Kot Joanna "JoJo" Levesque                            |
| Televizijski filmi         |                                         |                                |                                                       |
| Leto                       | Naslov                                  | Vloga                          | Opombe                                                |
| 2008                       | True Confessions of a Hollywood Starlet | Morgan Carter / Claudia Miller | Televizijski film (Lifetime Television), glavna vloga |
| 2010                       | More Confessions of a Hollywood Starlet | Morgan Carter                  |                                                       |
| Manjši televizijski pojavi |                                         |                                |                                                       |
| Leto                       | Naslov                                  | Vloga                          | Opombe                                                |
| 1998                       | Otroci ne lažejo                        | Tekmovalka                     | Kot Joanna Levesque                                   |
| 1999 – 2000                | Destination Stardom                     | Tekmovalka                     | Kot Joanna Levesque                                   |
| 2002                       | The Bernie Mac Show                     | Michelle                       | 1 epizoda                                             |
| 2003                       | America's Most Talented Kid             | Ona — nastopajoča              | 1 epizoda                                             |
| 2004                       | Ameriški sen                            | Mlada Linda Ronstadt           | 1 epizoda                                             |
| 2005                       | Hope Rocks: The Concert with a Cause    | Sogostiteljica                 | Fox Television                                        |
| 2006                       | Romeo!                                  | Ona                            | 1 epizoda                                             |
| 2007                       | Punk'd                                  | Ona                            | Sezona 8 - Epizoda 6                                  |
| 2010                       | House of Glam                           | Ona                            | Sezona 1 - Epizoda 4 - »La La Land«                   |

## Nagrade in nominacije
| Leto | Nagrada                                          | Kategorija in delo                                                              | Osvojila?  |
| ---- | ------------------------------------------------ | ------------------------------------------------------------------------------- | ---------- |
| 2004 | MTV Video Music Award                            | Najboljši novi izvajalec za Leave (Get Out)                                     | Ne         |
| 2004 | Billboard Music Awards                           | Nova ženska izvajalka leta                                                      | Ne         |
| 2004 | Billboard Music Awards                           | Singl leta, uvrščen na prvo mesto lestvice Mainstream Top 40 za Leave (Get Out) | Ne         |
| 2006 | Teen Choice Award                                | Najboljši preboj za Aquamarine                                                  | Ne         |
| 2007 | Boston Music Awards                              | Mednarodna ženska ustvarjalka leta za Too Little, Too Late                      | Da         |
| 2007 | Hollywood Life 9th Annual Young Hollywood Awards | Najboljši preboj                                                                | Da         |
| 2007 | Young Artist Awards                              | Najboljši nastop v filmu za Aquamarine                                          | Ne         |
| 2008 | Yahoo Music Awards                               | Za več kot 10.000.000 nalaganj za Too Little, Too Late                          | Da         |
| 2008 | Boston Music Awards                              | Izstopajoči Pop/R&B ustvarjalec leta                                            | Ne         |
| 2009 | Poptastic Award                                  | Najboljši televizijski film za True Confessions of a Hollywood Starlet          | Nominirana |